# 瑞祥院 (岐阜県富加町)
瑞祥院(ずいしょういん)は岐阜県加茂郡富加町大平賀にある薬師如来を本尊とする臨済宗妙心寺派の寺院で、山号は瑠璃山。中濃八十八ヶ所霊場54番札所である。
寛文11年（1671年）に東香寺の中興開山の金嶺が建立した。現在の本堂は昭和30年、庫裡は昭和50年に当時の住持であった東海宗益が建てたものである。本尊のほか、不動明王、弘法大師ならびに三十三観音を祀る。令和7年現在無住であり、東香寺が管理を行っている。